# F.L.Y. (Phantasialand)
F.L.Y. ist eine Stahlachterbahn vom Typ Flying Launched Coaster des niederländischen Herstellers Vekoma in der Themenwelt Rookburgh im Phantasialand in Brühl.

## Bau und Eröffnung
Die Achterbahn mit ihrer Themenwelt Rookburgh und dem Hotel Charles Lindbergh wurde auf der Fläche der ehemaligen Simulatorfahrt Race for Atlantis, die hierfür 2016 abgerissen wurde, sowie ehemaligen Verwaltungsgebäuden errichtet. Im Februar 2020 begannen die ersten unbemannten Testfahrten. Die Eröffnung nach über viereinhalb Jahren Bauzeit für den generellen Publikumsverkehr fand im Rahmen eines Soft Openings am 17. September 2020 statt.

## Antrieb und Streckenführung
Die Anlage ist weltweit einmalig und eigens für das Phantasialand entwickelt worden. Im Gegensatz zu herkömmlichen Flying Coastern werden die Züge der Achterbahn nicht auf einen Hügel (Lifthill) heraufgezogen, sondern mittels zweier Linearmotoren (LSM) beschleunigt. F.L.Y. ist somit der erste Flying Launched Coaster der Welt und mit einer Streckenlänge von 1.236 Metern der längste Flying Coaster weltweit. Im Fahrtverlauf durch die fiktive Industriestadt der Themenwelt Rookburgh sind unter anderem S-Kurven, Airtime-Hills, sowie eine Zero-g-Roll und ein Korkenzieher vorhanden. Zudem führt die Fahrt durch Gebäude und Tunnel. Ebenfalls einmalig ist die Verschmelzung mit dem neuen Themenhotel Charles Lindbergh, durch welches F.L.Y. mehrfach hindurch und knapp daran vorbeifährt und somit viele Near-Miss-Effekte erzeugt. Das Phantasialand wirbt damit, dass sich Achterbahnfahrer sowie Hotelgäste nahezu berühren können.

## Fahrtverlauf

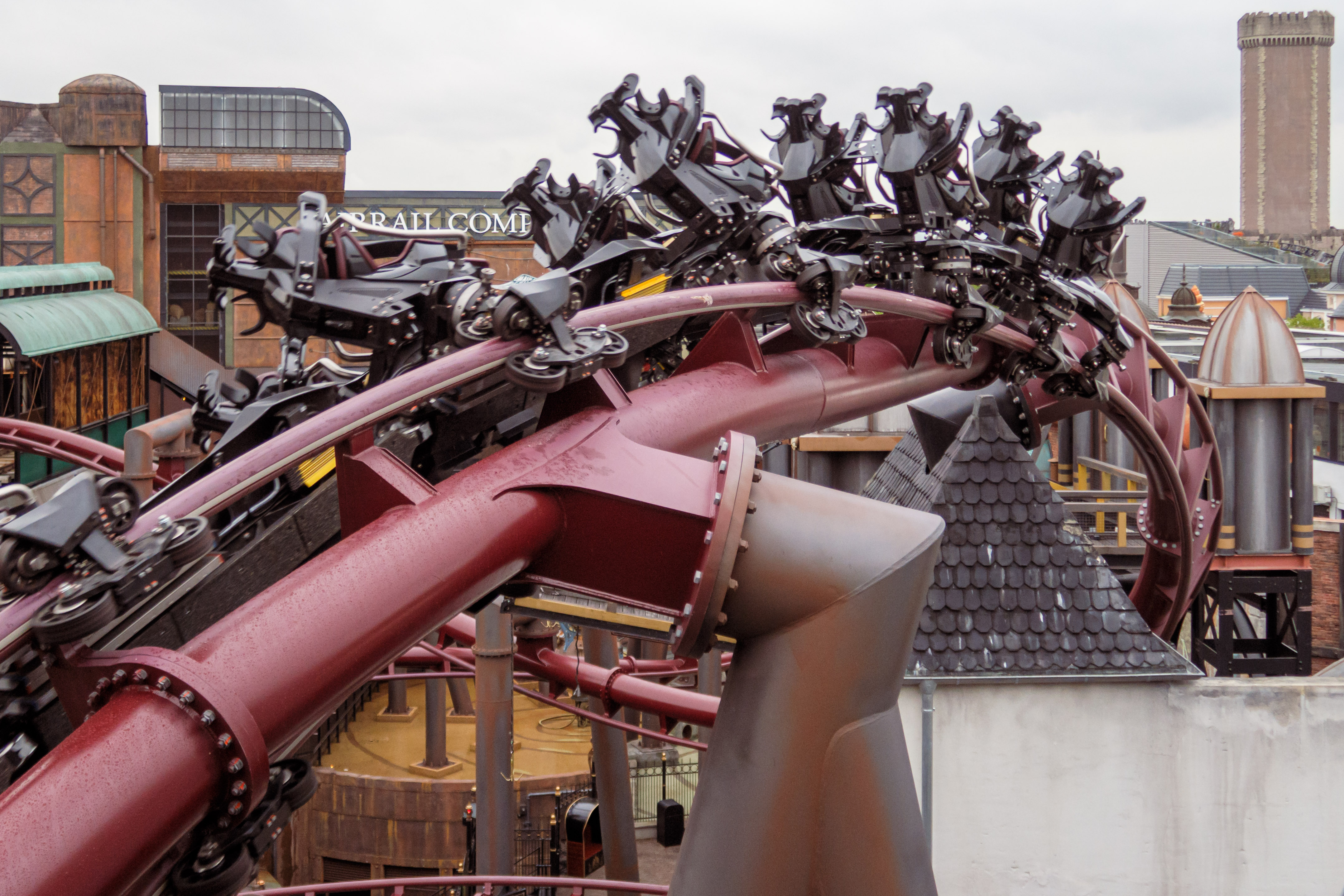
Zug im ersten Inversionselement (Zero-G Roll)

Im Gegensatz zu herkömmlichen Achterbahnstationen verlaufen die beiden Schienen von F.L.Y übereinander durch die Station. Die Sitze der Züge sind damit neben der Schiene und zeigen zu den Wartenden.
Die Fahrt beginnt nach Verlassen der Station mit einer 180° Rechtskurve. Auf einer zum Bahnhof parallel liegenden Geraden sind einige LED-Installationen sichtbar. Es folgt eine 90° Rechtskurve mit leichtem Reibrad-Lifthill, bei diesem sitzt man noch aufrecht wie bei herkömmlichen Achterbahnen, allerdings mit dem Rücken zur Schiene. Nach dem Lifthill dreht sich die Schienenkonstruktion einmal um 90° in der Vertikalen in die Position, welche man von herkömmlichen Flying Coastern kennt. Die Achterbahnsitze werden gleichzeitig von der aufrechten in die liegende Position rotiert. Diese Mechanik ist weltweit einmalig. Die Züge werden ohne Zwischenstopp über den ersten Abschuss beschleunigt. Nach der Beschleunigung fährt die Bahn in Form eines Overbank-Turn über das Hotel Charles Lindbergh hinweg, es folgt die Zero-G-Roll. Im weiteren Verlauf folgen Near-Miss-Effekte, Fahrten durch Gebäude, enge Kurven, eine weitere Inversion (Korkenzieher) sowie der zweite Launch. Nach dem Abbremsen des Zuges drehen sich sowohl Schiene als auch Sitze in die ursprüngliche Position, so dass die Passagiere wieder aufrecht sitzen. Nach der Schlussbremse fährt der Zug in die Ausstiegs-Station und nach dem Aussteigen der Passagiere leer weiter zum direkt dahinter gelegenen Einstiegsbahnhof.

## Züge
Die Anlage kann mit maximal vier Zügen betrieben werden, die zusammen mit dem Phantasialand extra für diese Bahn entwickelt wurden. Eine Besonderheit sind die bereits erwähnten rotierenden Sitze.